# 弦樂團
弦樂團是一個主要由弦樂器家族組成的樂團，一般的西洋弦樂團使用的樂器多為弓弦樂器，如小提琴、中提琴、大提琴和低音大提琴。弦樂團演奏的曲目形式多元，包括弦樂曲、古典音樂、輕音樂、民俗音樂或流行音樂等等。弦樂團的組成沒有標準限制，可由室內樂團少數的12人至22人到交響樂團弦樂部的60人。

## 主要樂器
弦樂團的樂器沒有標準化的編制，視樂曲的需要，有時會增加或刪減不同的樂器。例如，若要演奏中國民歌，可能會增加二胡、古箏或琵琶為演奏樂器。以下為弦樂團經常使用的樂器：
- 擊弦樂器
  - 鋼琴
  - 翼琴
  - 大鍵琴

- 撥弦樂器
  - 豎琴
  - 里拉琴
  - 吉他

- 弓弦樂器
  - 小提琴
  - 中提琴
  - 大提琴
  - 低音提琴

## 代表作品
對於早期的作品來說，特別是在莫扎特、海頓等人的時代，配器選擇與實際的樂團人數並不是容易釐清的問題。以著名的《薩爾茨堡交響曲》為例，雖然在這些作品中，作曲者以四部記譜，卻沒有指定必須是「四人演奏」。後人必須研究莫扎特在類似作品中，是否有對第一小提琴、第二小提琴相似的處理態度與手法，或是對低音（basso）聲部如何運用等跡象，間接去推測莫扎特的意圖。同樣的討論在《一首夜晚小曲》也可以應用，這些在莫扎特全集的編輯說明中有相當詳盡的說明。
進入19世紀，有許多作曲家專為弦樂團寫作了小夜曲作品，包括柴可夫斯基、德沃夏克、苏克和埃尔加等人。门德尔松13首的早期交響曲也屬於這個時期的弦樂作品。
20世紀之後，有更多專為弦樂團所設計的作品面試，例如：巴托克嬉遊曲，斯特拉文斯基《阿波羅》，卢托斯瓦夫斯基《葬禮音樂》，布里顿《簡易交響曲》及《布里奇主題變奏》等。蒂皮特爵士則寫作了為雙弦樂團的協奏曲。此外，許多弦樂室內樂作品在這時開始被改編、灌錄成為唱片，伯恩斯坦指揮貝多芬《大賦格》，或是馬勒改編舒伯特《死與少女》第1樂章等，為弦樂團文獻增添了許多佳作。

### 節選
原創
- 巴爾托克·貝拉：嬉遊曲
- 喬治·比才：阿萊城姑娘1號組曲，第3樂章（小柔板）
- 班傑明·布瑞頓：《簡易交響曲》
- 安東寧·德弗札克：弦樂小夜曲，作品22
- 愛德華·艾爾加：弦樂小夜曲，作品20
- 愛德華·艾爾加：前奏與快板，作品47
- 古斯塔夫·馬勒：第5號交響曲，第4樂章（小柔板）
- 理查·史特勞斯：《變形》
- 約瑟夫·蘇克：弦樂小夜曲，作品6
- 彼得·柴可夫斯基：弦樂小夜曲，作品48
- 費利克斯·孟德爾頌：絃樂交響曲

改編
- 薩繆爾·巴伯：《弦樂慢板》
- 巴爾托克·貝拉：羅馬尼亞舞曲
- 愛德華·葛利格：《霍爾堡》組曲
- 阿諾·荀貝格：《昇華之夜》

## 錄音推薦
- Corp, Ronald. . London: Hyperion Records Ltd. 2009  [2025-04-08]. 67783. （原始内容存档于2025-01-17）.
- Guildhall Strings, Robert Salter. . London: Hyperion Records Ltd. 1999. 67093.
- Lücker, Peter.  Vol. 1. Bayer Records. Barcode 4011563100166.
- Marriner, Neville. . Legends. Decca Music Group Ltd. 2002. 470 262.
- Warchal, Bohdan. . OPUS. 9150 1501.
- . Prestigiosa Colección [Prestige Collection]. Vol. 64. DG. 428 718.

## 參看
- 台灣弦樂團
- 管樂團
- 管弦樂團